# Lilian Thuram
Ruddy Lilian Thuram-Ulien (n. 1 ianuarie 1972) este un fost fotbalist francez, care este cel mai selecționat jucător din istoria echipei naționale de fotbal a Franței.
A jucat la echipe de top din Ligue 1, Serie A și La Liga peste 15 ani dintre care 10 în Italia. Cu Franța, Thuram a câștigat Campionatul Mondial 1998 și Campionatul European 2000, deținând recordul pentru cele mai multe apariții la Campionatul European (16). Ultimul său club a fost FC Barcelona. Era așteptat să semneze un contract pe un an cu Paris Saint-Germain pe 27 iunie 2008, dar la conferința de presă a anunțat că a descoperit că are o malformație la inimă, similară cu cea care i-a ucis fratele. O lună mai târziu, Thuram a anunțat că se retrage din fotbal din cauza problemelor la inimă.